# Lawrence Durrell

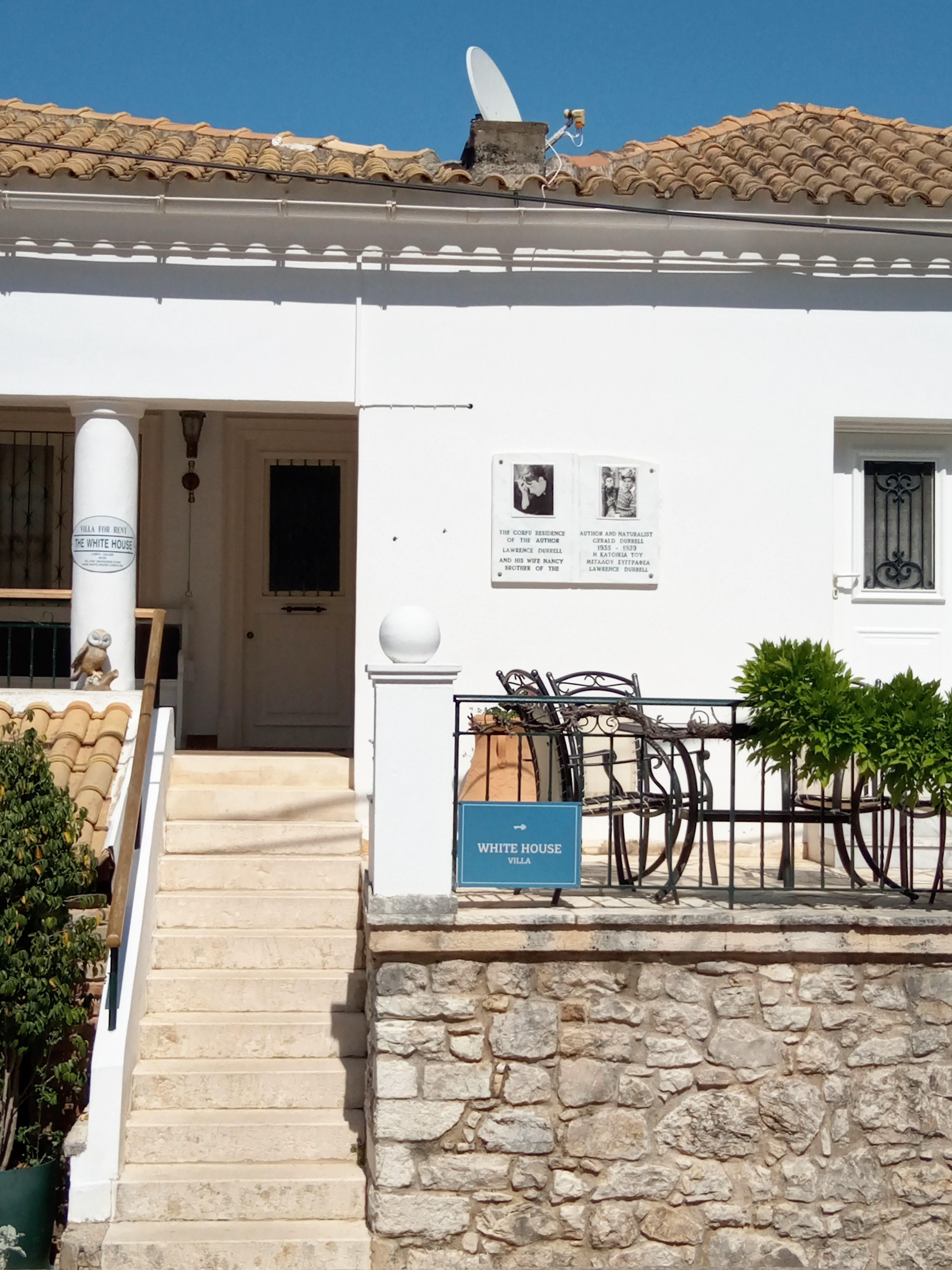
Biały Dom (ang. White House) w Kalami, na Korfu, gdzie mieszkał Lawrence Durrell ze swoją żoną, Nancy

Lawrence George Durrell (ur. 27 lutego 1912 w Dźalandharze, zm. 7 listopada 1990 w Sommières) – angielski powieściopisarz, starszy brat zoologa Geralda Durrella.

## Życiorys
Większość życia pisarz świadomie spędził poza Anglią. Wychowanemu w Indiach nie służył brytyjski klimat i sformalizowane społeczeństwo. Do Anglii przybył w wieku 11 lat w celu uzyskania wykształcenia. Nie odpowiadała mu jednak dyscyplina szkolna i miał w związku z tym trudności w nauce. W konsekwencji nie zdał egzaminów uniwersyteckich. Dorabiał natomiast jako pianista jazzowy w londyńskich klubach.
W 1935 roku wraz z pierwszą żoną i matką przeniósł się na grecką wyspę Korfu. Wraz ze zmianą klimatu, Durrell rozpoczął pierwsze próby pisarskie. Po przeczytaniu zaś książki Henry’ego Millera Zwrotnik Raka nawiązał z pisarzem przyjaźń, początkowo korespondencyjną, która zmieniła się w 45 lat ożywionej znajomości. Listy pisarzy zebrano i opublikowano, stanowią zapis intelektualnych pojedynków, ale jednocześnie źródło wiedzy o ich inspiracjach i poglądach na literaturę.
Echa tej przyjaźni i fascynacji pisarstwem Millera można dostrzec w śmiałej i erotyzującej powieści The Black Book, opublikowanej w Paryżu, która w Anglii wydana została dopiero po niespełna 40 latach na fali przemian społecznych lat 70. Wcześniej uważano ją za zbyt odważną.
W 1945 roku Durrell przyjechał na Rodos jako oficer do spraw informacji na archipelag Dodekanezu. Przez pewien czas mieszkał na wyspie w domu na starym muzułmańskim cmentarzu przy meczecie. Nazwał swój dom Villa Celeobolus, na cześć starożytnego władcy Lindos. Obecnie w Villi znajduje się muzeum pamiątek po pisarzu. Swoje doświadczenia z pobytu na Rodos, gdzie przebywał do 1947 roku, zapisał w książce pt. Reflections on a Marine Venus.
Zasiadał w jury konkursu głównego na 26. MFF w Cannes (1973).
Jego młodszym bratem był Gerald Durrell, przyrodnik i pisarz, jeden z twórców koncepcji współczesnych ogrodów zoologicznych, a do przyjaciół należał Patrick Leigh Fermor.
Zmarł we Francji, w wieku 78 lat, cierpiąc wcześniej długo na rozedmę płuc.
Po śmierci pisarza pojawiły się sugestie, jakoby nigdy nie posiadał obywatelstwa brytyjskiego. W rzeczywistości, wskutek nowelizacji brytyjskiego prawa imigracyjnego (w 1968 r.), jak wielu innych mieszkańców dawnego Imperium Brytyjskiego posiadających brytyjski paszport został zaliczony do kategorii tzw. non-patrials, co oznaczało utratę prawa do swobodnego wjazdu do Wielkiej Brytanii (musiał starać się każdorazowo o wizę wjazdową), osiedlenia się tam czy podjęcia pracy.

## Twórczość

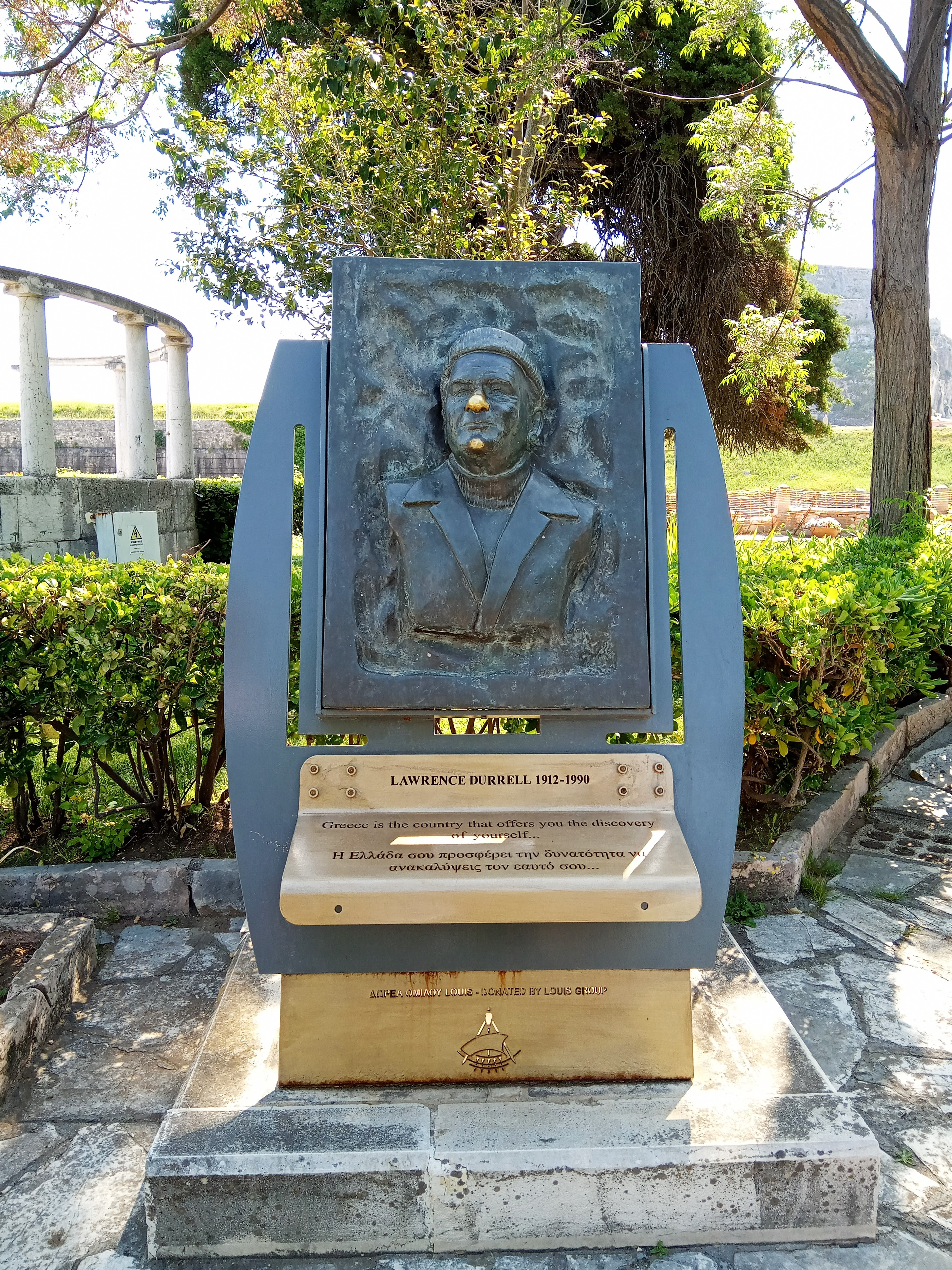
Pomnik Lawrence’a Durrella w parku imienia jego i jego brata, Geralda, w Korfu

Jego najsłynniejsze dzieło to tetralogia Kwartet aleksandryjski (The Alexandria Quartet, 1957-60). Po opublikowaniu pierwszych części, Durrella wymieniano wśród kandydatów do Literackiej Nagrody Nobla, do dziś zaś uchodzi za jednego z tych pisarzy, którzy nie otrzymali jej, mimo znacznego wkładu w światową literaturę.
Powieść posłużyła za inspirację Juliowi Cortázarowi do napisania powieści Gra w klasy, gdzie Paryż zastąpił Aleksandrię, zaś tetralogię specyficzny układ rozdziałów. Na źródło wyraźnej inspiracji durrellowskiej wskazuje dodatkowo opis kochanki Horatia, dokonany poprzez przedstawienie wyglądu jej półki z książkami. Na niej znalazł się Kwartet Aleksandryjski z popodkreślanymi, pozaginanymi i zniszczonymi od częstego czytania stronami, a obok leżał zeszyt z wypisanymi cytatami i uwagami czytelniczki.
Wstęp do pierwszego wydania napisał w 1957 roku Henry Miller. Dedykacja To Eve – these memorials of her native city – odwołuje się do drugiej żony pisarza Ewy Cohen, która w dużej mierze posłużyła za pierwowzór Justyny.
Powieść otwiera cytat z markiza de Sade'a, który ma uzasadniać wybór imienia bohaterki tytułowej pierwszego tomu – Justyny:
Il y a deux solutions possible: le crime qui nous rend heureux, ou la corde, qui nous empêche d'être malheureux. Je vous le demande, chère Thérèse, peut-on hésiter un seul instant, et quels arguments votre faible esprit pourrait-il trouver pour combatrre celui-ci. (Justine, D.A.F. de Sade)
Nadto powieść poprzedza fragment z listów Sigmunda Freuda:
Przyzwyczajam się do myśli, iż każdy akt seksualny jest procesem, w który uwikłane jest czworo osób. Będziemy musieli wiele podyskutować na ten temat. (przekład własny)
Kolejnym wielkim obecnym, zarówno duchem, jak i poprzez bezpośrednie cytaty, czy wręcz inwokacje jest aleksandryjski poeta Konstandinos Kawafis. Bohater-narrator pierwszego tomu, Irlandczyk Darley – zafascynowany poezją „wielkiego Greka” przemierza Aleksandrię tropami zawartymi w wierszach Kawafisa. Poezja Kawafisa może też stanowić jeden z kluczy do powieści Durrella, na co wskazywać może także zamieszczenie w uzupełnionym wydaniu Justyny dwóch wierszy – portretów miasta, pióra Kawafisa Miasto i Bóg opuszcza Antoniusza. Darley to postać najbliższa porte-parole pisarza; podobnie jak Durrell mieszka na wyspie, daleko od Aleksandrii i pisze, aby przywołać wspomnienia po ukochanym mieście. Szkice do powieści pisarz tworzył na Korfu, zaś z Aleksandrii wyjechał pod koniec wojny na Rodos.

## Kwartet aleksandryjski – powieść złożona z luster
Durrell planował dowieść, iż nie istnieje obiektywna rzeczywistość, mogąca odbić się wiernie w tym lustrze, każdy uczestnik zdarzeń postrzega je inaczej, nadto, każdemu dane są inne możliwości dostrzegania różnych stron-wymiarów rzeczywistości. Dlatego na opisywane wydarzenia patrzymy z trzech odmiennych punktów widzenia, z perspektywy trzech świadków losów miasta. Darley, narrator Justyny prezentuje wersję własną, pełną dygresji, poetyckich aluzji, wspomnień, naiwnie pretendując do roli kronikarza miasta. Balthazar, narrator i tytułowy bohater drugiego tomu odsłania kulisy wydarzeń znanych z pierwszego tomu, nanosząc poprawki i glosy na rękopis Darleya. Mountolive – tom III, pozwala na poznanie przeszłości i politycznego tła zdarzeń, zaś w IV tomie – Clea, czas akcji rusza z miejsca. Czwarty wymiar pozwala na nabranie dystansu do losów głównych postaci, a także na przyjrzenie się konsekwencjom zdarzeń. Dopiero refleksy wszystkich czterech luster pozwalają zbliżyć się do odbicia rzeczywistości.
W Polsce Kwartet aleksandryjski przetłumaczono w latach 70. XX wieku. Potem w latach 2001-2003 wydano również Kwintet awinioński (The Avignon Quintet, 1974-85). Ukazały się także H. Miller-L. Durrell-Listy. 1935-1980 wyd. Noir sur Blanc.

### Kontynuacje i nawiązania
Oprócz wspomnianej już Gry w klasy J. Cortazara, najciekawsze aluzje i inspiracje Kwartetem odnaleźć można choćby w powieści Johna Irvinga Hotel New Hampshire.
O Baltazarze śpiewał Brian Molko na płycie Placebo pt. Sleeping with Ghosts w utworze Centrefolds.
W filmie Przypadek Harolda Cricka (Stranger Than Fiction) z 2006 roku bohater (Will Ferrell) rozmawia z profesorem literatury angielskiej (Dustin Hoffman) na tle przepisanych na tablicy didaskaliów z Justyny.
Powieść Justyna została zekranizowana w 1969 roku. W filmie reżyserowanym przez George’a Cukora i Josepha Stricka tytułową rolę zagrała Anouk Aimée, a u jej boku wystąpili Michael York (jako Darley), sir Dirk Bogarde (jako Pursewarden) i Anna Karina (jako Melissa).

## Utwory wydane w Polsce
- cykl Kwartet aleksandryjski:
  - Justyna, przeł. [z ang.] Maria Skibniewska; wstępami opatrzyli Krzysztof Mętrak i Zygmunt Kubiak. Warszawa: „Czytelnik”, 1995
  - Mountolive, przeł. [z ang.] Maria Skibniewska. Warszawa: „Czytelnik”, 1996
  - Balthazar, przeł. [z ang.] Maria Skibniewska. Warszawa: „Czytelnik”, 1996
  - Clea, przeł. [z ang.] Maria Skibniewska. Warszawa: „Czytelnik”, 1996
- Monsieur, albo Książę Ciemności, przeł. Anna Kołyszko. Warszawa: „Noir Sur Blanc”, 2001.
- Livia, albo pogrzebanie żywcem, przeł. Anna Kołyszko. Warszawa: „Noir Sur Blanc”, 2002
- Constance, albo praktyki samotności, przeł. Robert Sudół. Warszawa: „Noir Sur Blanc”, 2002
- Sebastian, albo wszechwładne namiętności, przeł. Anna Kołyszko. Warszawa: „Noir Sur Blanc”, 2003
- Kwinks, albo Opowieść rozpruwacza, przeł. Robert Sudół. Warszawa: „Noir Sur Blanc”, 2003
- Gorzkie cytryny Cypru. Opowieść o wyspie i ludziach, przeł. Małgorzata Szubert. Warszawa: "Świat Książki", 2010.
- Prowansja, przeł. Anna Przedpełska-Trzeciakowska. Warszawa: W.A.B., 2016.